# 白鷗大学ラグビー部
白鷗大学ラグビー部（はくおうだいがくラグビーぶ、Hakuoh Univ Rugby Football Club）は、関東大学ラグビーリーグ戦グループ2部に所属する白鷗大学のラグビーユニオンチームである。
1986年に創部し、1992年、関東ラグビーフットボール協会に加盟。1995年、全国地区対抗大学ラグビーフットボール大会で優勝した。1部への昇格はまだ果たしていない。

## タイトル
- 全国地区対抗大学ラグビーフットボール大会 : 1回　
  - 優勝：1994

※年は全て年度。

## 戦績
近年のチームの戦績は以下のとおり。
| 年度 | 所属 | 勝敗      | 順位 | 備考                             |
| ---- | ---- | --------- | ---- | -------------------------------- |
| 2005 | 2部  | 2勝5敗    | 5位  |                                  |
| 2006 | 2部  | 2勝5敗    | 6位  |                                  |
| 2007 | 2部  | 1勝6敗    | 7位  | 入替戦 22-26 防衛大 ※3部降格     |
| 2008 | 3部  | 5勝2敗    | 3位  |                                  |
| 2009 | 3部  | 5勝1敗1分 | 3位  |                                  |
| 2010 | 3部  | 6勝1敗    | 2位  | 入替戦 40-14 國學院大 ※2部昇格   |
| 2011 | 2部  | 1勝6敗    | 7位  | 入替戦 10-24 國學院大 ※3部降格   |
| 2012 | 3部  | 7勝0敗    | 1位  | 入替戦 34-22 埼玉工業大 ※2部昇格 |
| 2013 | 2部  | 0勝7敗    | 8位  | 入替戦 24-17 東京農業大 ※2部残留 |
| 2014 | 2部  | 0勝7敗    | 8位  | 入替戦 18-12 埼玉工業大 ※2部残留 |
| 2015 | 2部  | 0勝6敗1分 | 7位  | 入替戦 20-15 東京農業大 ※2部残留 |
| 2016 | 2部  | 0勝7敗    | 8位  | 入替戦36-29防衛大※2部残留        |
| 2017 | 2部  | 2勝5敗    | 6位  |                                  |
| 2018 | 2部  | 2勝5敗    | 6位  |                                  |
| 2019 | 2部  | 2勝5敗    | 5位  |                                  |
| 2020 | 2部  | 2勝2敗    | 4位  |                                  |
| 2021 | 2部  | 2勝5敗    | 6位  |                                  |
| 2022 | 2部  | 2勝5敗    | 6位  |                                  |
| 2023 | 2部  | 4勝3敗    | 4位  |                                  |
| 2024 | 2部  | 4勝3敗    | 5位  |                                  |

## 主な在籍選手
- 武山達也（主将、SO / 青森北高）
- 高橋優輝（副将・FWリーダー、HO / 秋田工業高）
- 吉本剛（副将・BKリーダー、CTB・WTB / 都立東高）
- 荒井翼（副将・ウエイトリーダー、PR / 平塚工科高）

## 在籍した選手
- アウクソ・タウマファイ（PR、三菱重工相模原ダイナボアーズ / マヌレワ高）
- アンドリュー・デュルタロ（FL、アメリカ代表、サンウルブズ、イーグルスセブンズ）
- キキワカ・ウイルソニー（FL・No.8、元釜石シーウェイブス / マリスト高）
- トーマス優デーリックデニイ（LO、フィジー代表、ヤマハ発動機ジュビロ→トヨタ自動車ヴェルブリッツ→三菱重工相模原ダイナボアーズ / マリストブラザーズ高）
- トゥキリ・ロテ・ダウラアコ（7人制日本代表、北海道バーバリアンズ→クボタスピアーズ / マリストブラザーズ高）
- 和田昂樹（FL、北海道バーバリアンズ）
- 伊藤優駿（CTB、釜石シーウェイブス ）
- 飯塚淳平（WTB・FB、山梨TOSENクリーンファイターズ→日本IBMビックブルー）
- カヴァイア・タギヴェタウア（LO・FL、NECグリーンロケッツ東葛 / ハミルトンボーイズ高）
- タウファ・ラトゥ（PR・CTB、宇都宮ヴォルツ→東芝ブレイブルーパス東京 / マヌレワ高）
- ダニエル・ペレズ（2021年度主将、PR、埼玉パナソニックワイルドナイツ / St.ペーターズカレッジ）

## 所在地
- 栃木県小山市松沼796（白鷗大学ラグビー場）[1]